# Meganisi
Meganisi (grško: Μεγανήσι, dobesedno "veliki otok«) je grški otok v Jonskem morju in občina takoj vzhodno-jugovzhodno od otoka Lefkada. Občina vključuje otoka Skorpios, ki je v zasebni lasti in Šparta (grško Sparti). Občina ima površino 22,356? km2. Na otoku živi 1041 prebivalcev (popis leta 2011).
Na otoku so tri vasi, Katomeri (453 prebivalcev) in pristanišči Vati (145 prebivalcev) in Spartokori (grško Spartochori) (492 prebivalcev). Na voljo je tudi pristanišče na Atheni Bay, ki ga uporabljajo predvsem za ribiške čolne. Meganisi povezujejo z Lefkado trajekti iz Vatija in Spartokorija. Meganisi ima osnovno šolo, bankomat, cerkve. Za potrebe turizma je na otoku hotel in nekaj drugih manjših prenočitvenih objektov. Otok nima srednje šole, tako da učenci obiskujejo bližnje šole v Nidriju ali v mestu Lefkada.
Nekateri raziskovalci, vključno z Wilhelmom Dörpfeldom ocenjujejo, da je Meganisi homerski otok Krocylea, ki je bil del Odisejevega "kraljestva".

## Zemljepisni položaj
Skupna površina otoka je okoli 22 km. Otok od celine loči morski preliv, širok par kilometrov. Najbližji sosednji otok, ki se nahaja severozahodno je Lefkada in je oddaljen približno dva do tri kilometre. Meganisi je v glavnem hribovit in skalovit.
Na otoku je tudi več jam, najbolj znana med njimi pa je jama Papanikolis, ki je dobila ime po istoimenski podmornici, ki je v njej našla med drugo svetovno vojno zatočišče. Danes je to podmornico možno videti v pomorskem muzeju v Atenah.
Sosednji otoček Skorpios (grško Scorpios) je v zasebni lasti družine Ribovlev, pred tem pa je bil dolga leta v lasti družine grškega ladjarja Onassisa.

## Administrativna ureditev
Otok Meganisi je samostojna občina, v katero so vključena vsa tri naselja otoka:
- Katomeri (sedež občine)
- Vati
- Spartokori

V občino Meganisi sta vključena tudi otoka:
- Skorpios
- Šparta

Ta administrativna ureditev velja od leta 2011.

## Prebivalstvo
Gibanje prebivalstva na otoku v zadnjih letih je v upadanju zaradi izseljevanja.
| Leto | Število prebivalcev |
| ---- | ------------------- |
| 1981 | 1,149               |
| 1991 | 1,246               |
| 2001 | 1,092               |
| 2011 | 1,041               |

Prebivalci na otoku nosijo tradicionalno narodno nošo in se preživljajo s pridelavo oljčnega olja, vina in v zadnjem času s turizmom.
V poletnem času pa se število prebivalcev poveča na račun gostov, predvsem tujih.

## Prometna povezanost
Naselja na otoku povezuje lokalna cesta. S trajektno povezavo do Nidrija na otoku Lefkada pa je otok povezan s preostalimi otoki Jonskega otočja in prek Lefkade s celino. Najbližje turistično letališče je na celini, v mestu Preveza in je oddaljeno od Nidrija eno uro vožnje.

## Sklic
1. ↑  »Population & housing census 2001 (incl. area and average elevation)« (PDF) (v grščini). National Statistical Service of Greece.